# Protaetia ternatana
Protaetia ternatana är en skalbaggsart som beskrevs av Mohnike 1871. Protaetia ternatana ingår i släktet Protaetia och familjen Cetoniidae. Inga underarter finns listade i Catalogue of Life.